# رولز-رویس آربی.۱۸۳ تای
رولز-رویس آربی.۱۸۳ تای (به انگلیسی: Rolls-Royce RB.183 Tay) یک موتور هواگرد ساختِ کارخانهٔ رولز-رویس هولدینگز در کشور بریتانیا است .